# Gervais de Belleau
Gervais de Belleau, né à Nogent-le-Rotrou et mort en février 1363, est un évêque de Séez du XIVe siècle.

## Biographie
Gervais est évêque de Séez à partir de 1356. Il bénit en 1361 l'église paroissiale de Saint-Pierre de Séez et fonde dans sa cathédrale la chapelle de Saint-Augustin.